# 学校デジタルライブラリー
学校デジタルライブラリー（がっこうデジタルライブラリー）は、NHK教育テレビジョンで2004年4月6日から2008年9月29日まで深夜に放送されていた教育番組。

## 概要
当初は、理科の実験・観察に利用できる映像教材を、学校放送番組から抜粋して紹介していたが、2005年度からは理科に加え社会科と総合的学習の時間の映像教材を放送するようになり、これらを学校の授業で使用してもらう事を目的に放送を行っていた。
テーマ曲は「がんばれジャッジマン」
しかし、地球温暖化対策として教育テレビの放送時間が短縮されたため、教育テレビのレギュラー放送は2008年度上期で打ち切りとなった。NHKでは、今後学校の長期休みの期間に放送するとしている。

## 放送時間

### 2008年度
- 教育テレビ／月曜日 0:35 - 1:05（日曜日深夜、9月29日でレギュラー終了）
- BS2／月曜日 4:00 - 4:30（日曜日深夜、10月以降も同時間で放送）

### 2007年度
- 教育テレビ／日曜日 1:15 - 1:55（土曜日深夜）
終了後、君が代が流れて教育テレビ自体の放送が終わる。
- BS2／日曜日 4:00 - 4:35（土曜日深夜）

### 2006年度
- 教育テレビ／火曜日 1:35 - 2:10（月曜日深夜）

### 備考
- 2006年から放送設備メンテナンスの実施日（基本的に10月と翌年2月）は放送休止。
- 夏・冬・春休み期間中は過去の回を再放送している時があった。

## 放送内容
- 2004年度　小学校理科
- 2005年度　小学校社会・総合的な学習の時間
- 2006年度　中学校理科
- 2007年度　中学校社会・理科
- 2008年度　小学校理科・社会